# 菰城縣
菰城縣在今浙江省境，戰國四公子之一的春申君黃歇，在楚考烈王十五年（公元前248年）在其封地內築菰城縣，由地多菰草而得名，乃湖州城的濫殤。秦王政二十五年（公元前222年）改菰城縣為烏程縣。從此，菰城僅作為湖州的代稱之一存在。
春申君所築城址，經現在考古發現，應為位於湖州市南郊道場鄉窯頭村，金蓋山下之下菰城遺址，是戰國時楚國菰城縣和秦置烏程縣的縣治，現為國家級重點文物保護單位，其中外城20萬平方米，內城8萬平方米。